# Cécile Charrier
Cécile Charrier, née en 1983, est une neuroscientifique française chargée de recherche à l'Inserm, à l'Institut national de la santé et de la recherche médicale, à l'Institut de biologie de l'École normale supérieure. Elle reçoit le prix Irène Joliot-Curie « Jeune femme scientifique de l'année » en 2021 pour ses travaux.

## Biographie
Cécile Charrier déclare qu'elle sait depuis le lycée qu'elle voulait devenir neurobiologiste. 
En 2009, elle obtient son master en neurosciences et soutient sa thèse de doctorat en neurosciences, sous la direction d'Antoine Triller à l'Université Pierre-et-Marie-Curie, devenue Sorbonne Université en 2018. Elle effectue ensuite trois post-docs, un à l'Inserm, puis à l'Université de Caroline du Nord et enfin à l'Institut de recherche Scripps de La Jolla, en Californie. 
En 2013, elle revient à l'Inserm en tant que chercheuse titulaire. Depuis 2014, elle travaille au sein d'un groupe de recherche à l'Institut de biologie de l’École Normale Supérieure où elle dirige sa propre équipe de chercheurs,.
En 2021, l'Académie française des sciences lui décerne le Prix Irène-Joliot-Curie de la jeune femme scientifique de l'année pour son travail, citant, :

« Le thème général de la recherche de Mme Charrier est de comprendre les mécanismes fondamentaux du développement et de la plasticité des synapses et d'identifier les régulations qui n'existent que chez l'homme. En parallèle, ses travaux ont également porté sur des développements technologiques tels que la mise au point d'une technique de microscopie optique et électronique tridimensionnelle qui permet la caractérisation ultrastructurale et quantitative des sous-types de synapses. »

Cécile Charrier encourage activement l'embauche de plus de femmes dans la biologie et la recherche,.

## Travaux
Elle étudie le gène SRGAP2C apparu au moment de la séparation de l'Australopithèque et de l'Homo, il y a environ 2,4 millions d'années. Les recherches de Cécile Charrier démontrent le rôle que ce gène a joué sur le développement de caractéristiques spécifiques aux synapses humaines, une découverte qui a déterminé sa carrière ultérieure.

## Prix
- 2021 : Prix Irène-Joliot-Curie dans la catégorie « Jeune femme scientifique de l'année »[4].

## Publications
- Cécile Charrier, Laurent Ettouati et Joelle Paris, « New application of the Julia olefination for the synthesis of Tyr-Gly E-alkene and carba isostere pseudopeptides », Tetrahedron Letters, vol. 40, no 31,‎ juillet 1999, p. 5705–5707 (ISSN 0040-4039, DOI 10.1016/s0040-4039(99)01139-9, lire en ligne, consulté le 16 mars 2023).
- Cécile Charrier, Marie-Virginie Ehrensperger, Maxime Dahan et Sabine Lévi, « Cytoskeleton Regulation of Glycine Receptor Number at Synapses and Diffusion in the Plasma Membrane », The Journal of Neuroscience, vol. 26, no 33,‎ 16 août 2006, p. 8502–8511 (ISSN 0270-6474 et 1529-2401, DOI 10.1523/jneurosci.1758-06.2006, lire en ligne, consulté le 16 mars 2023).
- Cécile Charrier, Patricia Machado, Ry Y. Tweedie-Cullen et Dorothea Rutishauser, « A crosstalk between β1 and β3 integrins controls glycine receptor and gephyrin trafficking at synapses », Nature Neuroscience, vol. 13, no 11,‎ novembre 2010, p. 1388–1395 (ISSN 1546-1726, PMID 20935643, DOI 10.1038/nn.2645, lire en ligne, consulté le 16 mars 2023).
- Cécile Charrier et Franck Polleux, « Rôle de la duplication partielle du gène SRGAP2 dans l’évolution et le développement du cerveau humain », médecine/sciences, vol. 28, no 11,‎ 1er novembre 2012, p. 911–914 (ISSN 0767-0974 et 1958-5381, DOI 10.1051/medsci/20122811003, lire en ligne, consulté le 16 mars 2023).
- Cécile Charrier, Kaumudi Joshi, Jaeda Coutinho-Budd et Ji-Eun Kim, « Inhibition of SRGAP2 function by its human-specific paralogs induces neoteny during spine maturation », Cell, vol. 149, no 4,‎ 11 mai 2012, p. 923–935 (ISSN 1097-4172, PMID 22559944, PMCID 3357949, DOI 10.1016/j.cell.2012.03.034, lire en ligne, consulté le 16 mars 2023).
- Matteo Fossati, Rocco Pizzarelli, Ewoud R. Schmidt, Justine V. Kupferman et C. Charrier, « SRGAP2 and Its Human-Specific Paralog Co-Regulate the Development of Excitatory and Inhibitory Synapses », Neuron, vol. 91, no 2,‎ 20 juillet 2016, p. 356–369 (ISSN 1097-4199, PMID 27373832, PMCID 5385270, DOI 10.1016/j.neuron.2016.06.013, lire en ligne, consulté le 16 mars 2023).